# Agrostis mertensii
Agrostis mertensii là một loài thực vật có hoa trong họ Hòa thảo. Loài này được Trin. mô tả khoa học đầu tiên năm 1836.

## Hình ảnh

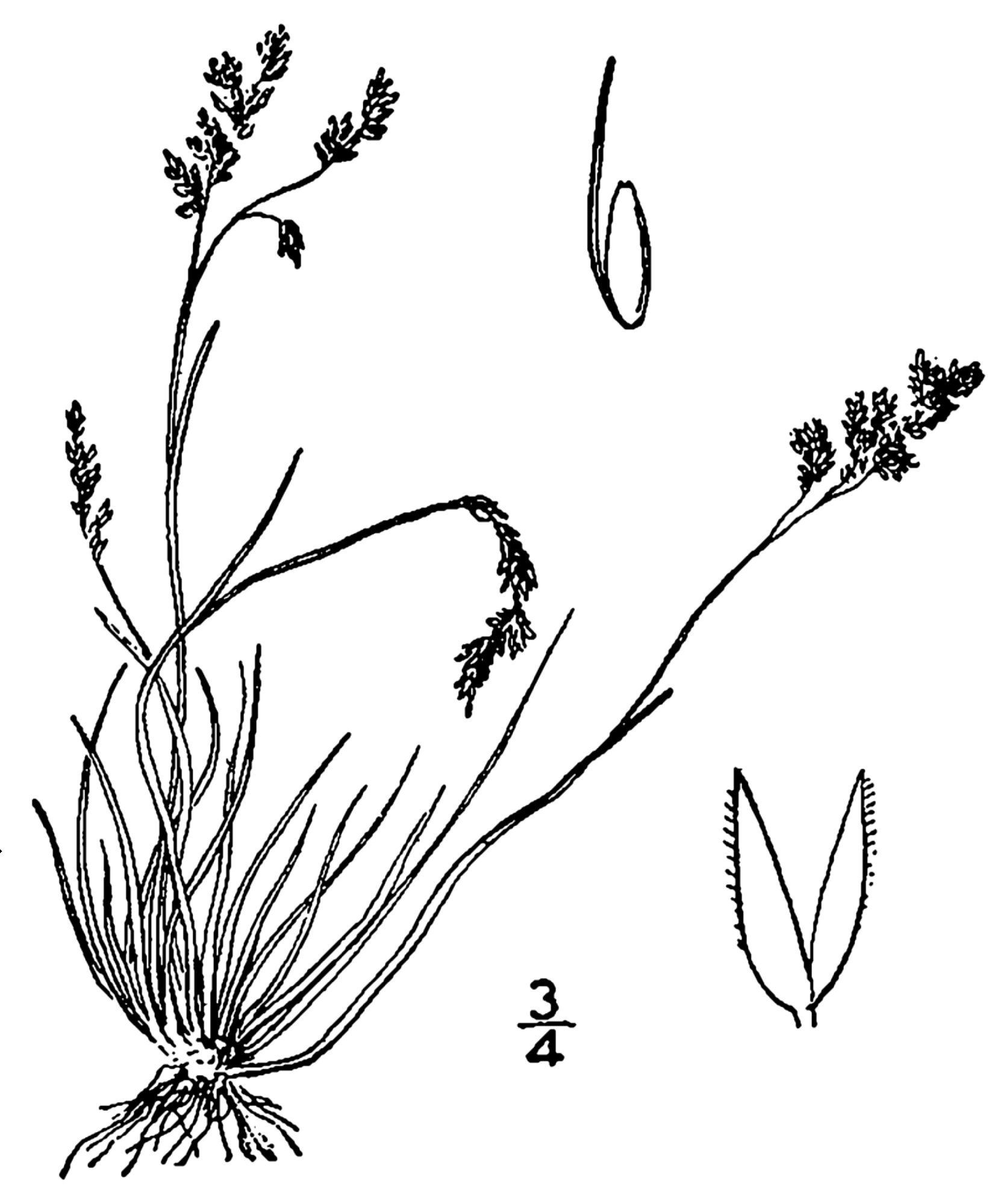
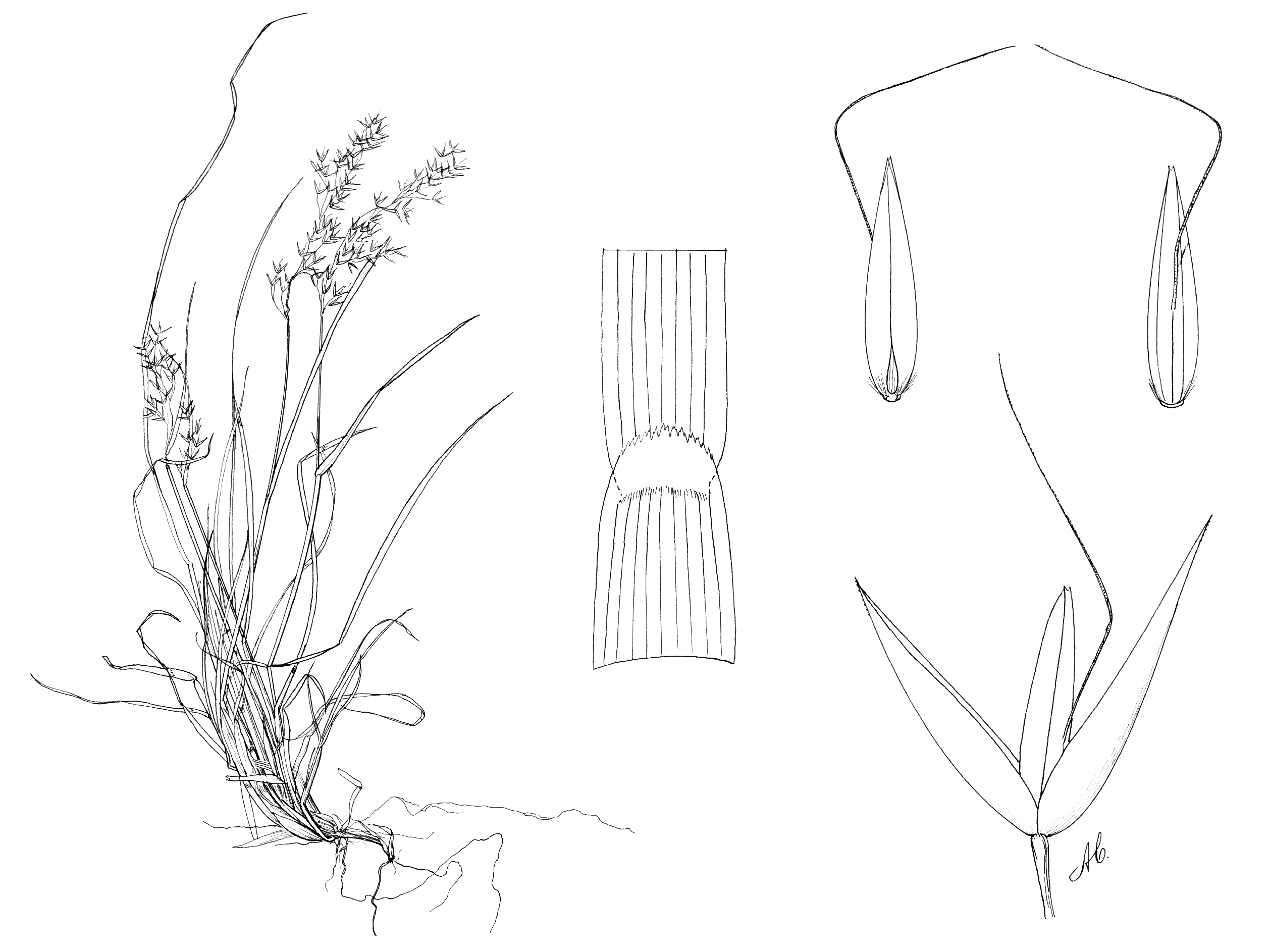
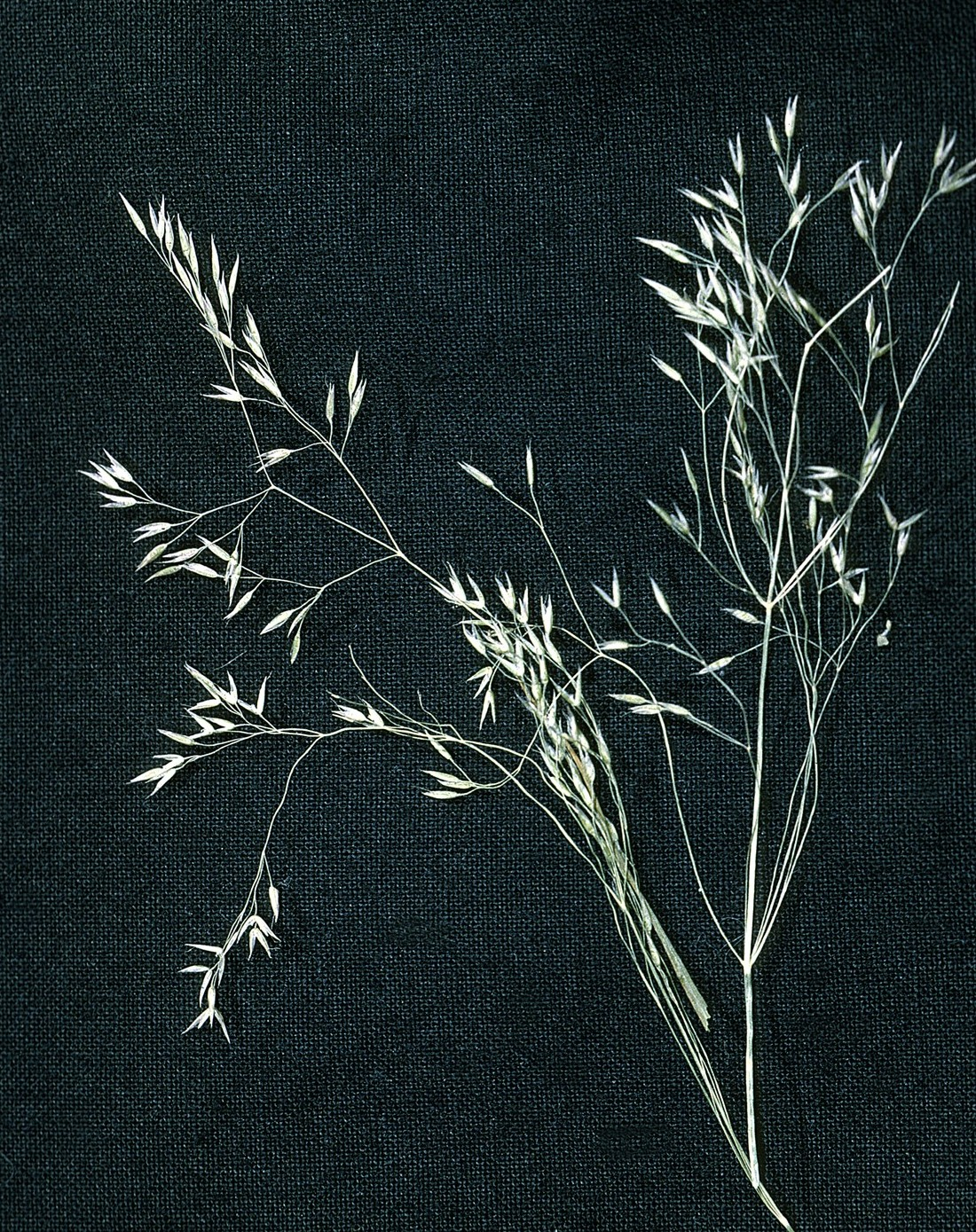